# Saint-Pierre (Alto Garona)
Saint-Pierre (em occitano:  Sent Pèire) é uma comuna francesa na região administrativa da Occitânia, no departamento do Alto Garona. Estende-se por uma área de 4.74 km², com 235 habitantes, segundo o censo de 2018, com uma densidade de 50 hab/km².